# دونالد کار
دونالد کار (انگلیسی: Donald Carr; ۲۸ دسامبر ۱۹۲۶ – ۱۲ ژوئن ۲۰۱۶) بازیکن کریکت، و بازیکن فوتبال اهل بریتانیا بود.
از باشگاه‌هایی که در آن بازی کرده‌است می‌توان به اشاره کرد.